# Trochospongilla petrophila
Trochospongilla petrophila är en svampdjursart som beskrevs av Racek 1969. Trochospongilla petrophila ingår i släktet Trochospongilla och familjen Spongillidae.
Artens utbredningsområde är havet kring Australien. Inga underarter finns listade i Catalogue of Life.